# Сянка (роман)
„Сянка" (2020) е третият самостоятелен роман след „Убиец" (2016) и „Другата" (2018) на писателя и журналист Васил Панайотов издаден от Сиела. Основен лайтмотив в книгата е темата за самоубийството. Авторът посрещава книгата на покойния си бултериер Хамър.

## Сюжет
Сюжетът на книгата се върти около отчужден и самотен главен герой на средна възраст, който е изгубил смисъл за живот и решава да се самоубие след точно 30 дни или в деня преди 40-тия си рожден ден. През тези дни протагонистът разкрива мотивите, които го тикат към това крайно решение в своя дневник. В този последен месец съдбата среща героя с един четириног приятел, който преобръща някои от представите му за света.   
1. ↑  Иван Русланов. Васил Панайотов разказва за човек между живота и смъртта, следван от четирикрака сянка //   02.07.2020. Посетен на 30/10/2021.
2. ↑  Панайотов, Васил. Сянка.   София, Сиела, 2020. ISBN 978-954-28-3211-9.